# 대장화
대장화(大長和, 902년 ~ 928년)는 지금의 중국 윈난성 일대에 있던 나라이다. 장화국(長和國)이라고도 한다. 902년부터 928년까지 3대에 걸쳐 이어졌다.

## 역사
남조의 한인(漢人) 권세가였던 정매사(鄭買嗣)는 902년 남조의 마지막 황제 순화정을 시해하고 그해 12월에 황제로 즉위하였다. 정매사는 국호를 대장화(大長和)라 하였고, 대리(大理)에 도읍을 두었다.
2대 황제 정인민은 913년에 전촉을 공격하였으나, 왕건의 군사에게 대패당하였다. 또한 남한의 유엄과 혼인 관계를 맺기도 하였다. 그러나 3대 황제 정륭단이 928년 동천절도사 양간정(楊干貞)에 의해 시해되면서 대장화국은 멸망하였다. 이후 양간정은 조선정(趙善政)을 옹립하여 대천흥국을 세웠다.

## 역대 군주
| 대수 | 시호                                         | 휘             | 재위 기간     | 연호 | 비고 |
| ---- | -------------------------------------------- | -------------- | ------------- | --- | ---- |
| 1    | 성명문무위덕환황제 (聖明文武威德桓皇帝)      | 정매사(鄭買嗣) | 902년 ~ 909년 | 안국(安國) 902년 ~ 909년 |      |
| 2    | 숙문태상황제 (肅文太上皇帝) <휴황제(休皇帝)> | 정인민(鄭仁旻) | 909년 ~ 926년 | 효치(孝治) 910년 시원(始元) 911년 ~ 914년 천서경성(天瑞景星) 915년 ~ 916년 안화(安和) 917년 ~ 920년 정우(貞佑) 921년 ~ 924년 초력(初曆) 925년 ~ 926년 |      |
| 3    | 공혜황제 (恭惠皇帝)                          | 정륭단(鄭隆亶) | 926년 ~ 928년 | 천응(天應) 927년 ~ 928년 |      |

## 참고 문헌
- 《운남통지(雲南通志)》권4, 권30
- 양신, 《남조야사(南詔野史)》